# Repubblica Ceca ai Giochi della XXXII Olimpiade
La Repubblica Ceca ha partecipato ai Giochi olimpici di Tokyo, svoltisi dal 23 luglio all'8 agosto 2021 (inizialmente previsti dal 24 luglio al 9 agosto 2020 ma posticipati per la pandemia di COVID-19). È stata la 7ª partecipazione consecutiva degli atleti cechi ai giochi olimpici estivi, dopo la scissione della Cecoslovacchia in Repubblica Ceca e Slovacchia del 1º gennaio 1993.
Gli atleti della delegazione ceca sono stati 115 (74 uomini e 41 donne), in 22 discipline. Alla cerimonia di apertura i portabandiera sono stati la tennista Petra Kvitová e il giocatore di pallacanestro Tomáš Satoranský, mentre il portabandiera della cerimonia di chiusura è stato Jakub Vadlejch, atleta specializzato nel lancio del giavellotto.
La Repubblica Ceca ha ottenuto un totale di 11 medaglie (4 ori, 4 argenti e 3 bronzi), realizzando la seconda prestazione di sempre dopo quella ottenuta nell'edizione del 1996.

## Delegazione
| Sport                | Uomini | Donne | Totale |
| -------------------- | ------ | ----- | ------ |
| Atletica Leggera     | 14     | 14    | 28     |
| Pallacanestro        | 12     | 0     | 12     |
| Nuoto                | 4      | 5     | 9      |
| Canoa/Kayak          | 6      | 2     | 8      |
| Tiro                 | 6      | 2     | 8      |
| Ciclismo             | 5      | 2     | 7      |
| Canottaggio          | 5      | 2     | 7      |
| Equitazione          | 5      | 1     | 6      |
| Tennis               | 1      | 5     | 6      |
| Pallavolo            | 2      | 2     | 4      |
| Tennistavolo         | 2      | 1     | 3      |
| Scherma              | 2      | 0     | 2      |
| Golf                 | 1      | 1     | 2      |
| Ginnastica           | 1      | 1     | 2      |
| Judo                 | 2      | 0     | 2      |
| Pentathlon Moderno   | 2      | 0     | 2      |
| Triathlon            | 0      | 2     | 2      |
| Tiro con l'arco      | 0      | 1     | 1      |
| Vela                 | 1      | 0     | 1      |
| Arrampicata sportiva | 1      | 0     | 1      |
| Sollevamento Pesi    | 1      | 0     | 1      |
| Lotta                | 1      | 0     | 1      |
| Totale               | 74     | 41    | 115    |

## Medaglie
| Riepilogo quotidiano | Riepilogo quotidiano | Riepilogo quotidiano | Riepilogo quotidiano | Riepilogo quotidiano | Riepilogo quotidiano | Riepilogo quotidiano |
| -------------------- | -------------------- | -------------------- | -------------------- | -------------------- | -------------------- | -------------------- |
| Giorno               | Data                 |                      |                      |                      | Totale               |                      |
| 1º                   | 24                   | 0                    | 0                    | 0                    | 0                    |                      |
| 2º                   | 25                   | 0                    | 0                    | 0                    | 0                    |                      |
| 3º                   | 26                   | 0                    | 1                    | 1                    | 2                    |                      |
| 4º                   | 27                   | 0                    | 0                    | 0                    | 0                    |                      |
| 5º                   | 28                   | 0                    | 0                    | 0                    | 0                    |                      |
| 6º                   | 29                   | 1                    | 1                    | 0                    | 2                    |                      |
| 7º                   | 30                   | 2                    | 0                    | 0                    | 2                    |                      |
| 8º                   | 31                   | 0                    | 1                    | 0                    | 1                    |                      |
| 9º                   | 1                    | 1                    | 0                    | 0                    | 1                    |                      |
| 10º                  | 2                    | 0                    | 0                    | 0                    | 0                    |                      |
| 11º                  | 3                    | 0                    | 0                    | 0                    | 0                    |                      |
| 12º                  | 4                    | 0                    | 0                    | 0                    | 0                    |                      |
| 13º                  | 5                    | 0                    | 0                    | 1                    | 1                    |                      |
| 14º                  | 6                    | 0                    | 0                    | 0                    | 0                    |                      |
| 15º                  | 7                    | 0                    | 1                    | 1                    | 2                    |                      |
| 16º                  | 8                    | 0                    | 0                    | 0                    | 0                    |                      |
| Totale               | Totale               | 4                    | 4                    | 3                    | 11                   |                      |

### Medagliere per discipline
| Sport            | Oro | Argento | Bronzo | Totale |
| ---------------- | --- | ------- | ------ | ------ |
| Canoa/Kayak      | 1   | 1       | 1      | 3      |
| Tennis           | 1   | 1       | 0      | 2      |
| Tiro             | 1   | 1       | 0      | 2      |
| Judo             | 1   | 0       | 0      | 1      |
| Atletica Leggera | 0   | 1       | 1      | 2      |
| Scherma          | 0   | 0       | 1      | 1      |
| Totale           | 4   | 4       | 3      | 11     |

### Medaglie d'oro
| Medaglia | Nome                                  | Sport       | Evento             |
| -------- | ------------------------------------- | ----------- | ------------------ |
| Oro      | Jiří Lipták                           | Tiro        | Trap maschile      |
| Oro      | Jiří Prskavec                         | Canoa/Kayak | Slalom K1 maschile |
| Oro      | Lukáš Krpálek                         | Judo        | +100 kg maschile   |
| Oro      | Barbora Krejčíková Kateřina Siniaková | Tennis      | Doppio femminile   |

### Medaglie d'argento
| Medaglia | Nome                | Sport            | Evento                          |
| -------- | ------------------- | ---------------- | ------------------------------- |
| Argento  | Lukáš Rohan         | Canoa/Kayak      | Slalom C1 maschile              |
| Argento  | David Kostelecký    | Tiro             | Trap maschile                   |
| Argento  | Markéta Vondroušová | Tennis           | Singolare femminile             |
| Argento  | Jakub Vadlejch      | Atletica leggera | Lancio del giavellotto maschile |

### Medaglie di bronzo
| Medaglia | Nome                     | Sport            | Evento                          |
| -------- | ------------------------ | ---------------- | ------------------------------- |
| Bronzo   | Alexander Choupenitch    | Scherma          | Fioretto individuale maschile   |
| Bronzo   | Josef Dostál Radek Šlouf | Canoa/Kayak      | K2 1000 m maschile              |
| Bronzo   | Vítězslav Veselý         | Atletica leggera | Lancio del giavellotto maschile |

## Risultati

### Arrampicata sportiva
| Atleta     | Evento        | Qualificazione | Qualificazione | Qualificazione | Qualificazione | Qualificazione | Qualificazione | Qualificazione | Qualificazione | Finale | Finale | Finale  | Finale | Finale     | Finale     | Finale | Finale |
| Atleta     | Evento        | Speed          | Speed          | Lead           | Lead           | Bouldering     | Bouldering     | Totale         | Totale         | Speed  | Speed  | Lead    | Lead   | Bouldering | Bouldering | Totale | Totale |
| Atleta     | Evento        | Tempo          | Pos.           | Punti          | Pos.           | Punti          | Pos.           | Punti          | Pos.           | Tempo  | Pos.   | Punti   | Pos.   | Punti      | Pos.       | Punti  | Pos.   |
| ---------- | ------------- | -------------- | -------------- | -------------- | -------------- | -------------- | -------------- | -------------- | -------------- | ------ | ------ | ------- | ------ | ---------- | ---------- | ------ | ------ |
| Adam Ondra | Gara maschile | 7"46           | 18º            | 39+ / -        | 4º             | 2T3z 7 11      | 3º             | 216.00         | 5º Q           | 6"86   | 4º     | 42+ / - | 2º     | 1T2z 2 2   | 6º         | 48.00  | 6º     |

### Atletica leggera
Uomini
Eventi su pista e strada
| Atleta                                                            | Evento         | Batteria  | Batteria  | Semifinale      | Semifinale      | Finale          | Finale          |
| Atleta                                                            | Evento         | Risultato | Posizione | Risultato       | Posizione       | Risultato       | Posizione       |
| ----------------------------------------------------------------- | -------------- | --------- | --------- | --------------- | --------------- | --------------- | --------------- |
| Jan Jirka                                                         | 200 m          | DSQ       | DSQ       | Non qualificato | Non qualificato | Non qualificato | Non qualificato |
| Pavel Maslák                                                      | 400 m          | 47"01     | 7º        | Non qualificato | Non qualificato | Non qualificato | Non qualificato |
| Vít Müller                                                        | 400 m ostacoli | 49"59     | 5º q      | 49"69           | 8º              | Non qualificato | Non qualificato |
| Michal Desenský Pavel Maslák Bryce Deadmon Patrik Šorm Vít Müller | 4×400 m        | 3'03"61   | 7ª        | N.D.            | N.D.            | Non qualificati | Non qualificati |
| Lukáš Gdula                                                       | Marcia 50 km   | N.D.      | N.D.      | N.D.            | N.D.            | 4h33'06"        | 46º             |
| Vít Hlaváč                                                        | Marcia 50 km   | N.D.      | N.D.      | N.D.            | N.D.            | 4h15'40"        | 43º             |

Eventi su campo
| Atleta           | Evento                 | Qualificazione | Qualificazione | Finale          | Finale          |
| Atleta           | Evento                 | Risultato      | Posizione      | Risultato       | Posizione       |
| ---------------- | ---------------------- | -------------- | -------------- | --------------- | --------------- |
| Tomáš Staněk     | Getto del peso         | 20,47 m        | 17º            | Non qualificato | Non qualificato |
| Jakub Vadlejch   | Lancio del giavellotto | 84,93 m        | 4º Q           | 86,67 m         |                 |
| Vítězslav Veselý | Lancio del giavellotto | 83,04 m        | 8º Q           | 85,44 m         |                 |

Eventi multipli
| Atleta                  | Evento    | 100 m     | Lungo    | Peso      | Alto     | 400 m     | 110 ost.  | Disco     | Asta     | Giav.     | 1500 m      | Punteggio totale | Pos. |
| ----------------------- | --------- | --------- | -------- | --------- | -------- | --------- | --------- | --------- | -------- | --------- | ----------- | ---------------- | ---- |
| Adam Sebastian Helcelet | Decathlon | 11"06 847 | 7,16 852 | 14,99 789 | 1,96 767 | 49"41 842 | 14"35 930 | 45,40 775 | 4,60 790 | 61,54 761 | 4'44"74 651 | 8004             | 16º  |
| Garrett Scantling       | Decathlon | 11"18 821 | 7,03 821 | 14,63 767 | 1,90 714 | 48"89 866 | 14"48 913 | 49,90 868 | 4,60 790 | 63,73 794 | 4'54"97 589 | 7943             | 17º  |

Donne
Eventi su pista e strada
| Atleta                | Evento       | Batteria  | Batteria  | Semifinale      | Semifinale      | Finale          | Finale          |
| Atleta                | Evento       | Risultato | Posizione | Risultato       | Posizione       | Risultato       | Posizione       |
| --------------------- | ------------ | --------- | --------- | --------------- | --------------- | --------------- | --------------- |
| Barbora Malíková      | 400 m        | 52"83     | 6ª        | Non qualificata | Non qualificata | Non qualificata | Non qualificata |
| Lada Vondrová         | 400 m        | 51"14     | 3ª Q      | 51"62           | 8ª              | Non qualificata | Non qualificata |
| Kristiina Mäki        | 1500 m       | 4'04"55   | 6ª Q      | 4'01"23         | 7ª q            | 4'11"76         | 13ª             |
| Diana Mezuliáníková   | 1500 m       | 4'05"49   | 6ª Q      | 4'03"70         | 9ª              | Non qualificata | Non qualificata |
| Simona Vrzalová       | 1500 m       | 4'19"46   | 13ª       | Non qualificata | Non qualificata | Non qualificata | Non qualificata |
| Tereza Hrochová       | Maratona     | N.D.      | N.D.      | N.D.            | N.D.            | 2h42'25"        | 58ª             |
| Marcela Joglová       | Maratona     | N.D.      | N.D.      | N.D.            | N.D.            | 2h39'29"        | 52ª             |
| Eva Vrabcová Nývltová | Maratona     | N.D.      | N.D.      | N.D.            | N.D.            | DNF             | DNF             |
| Tereza Ďurdiaková     | Marcia 20 km | N.D.      | N.D.      | N.D.            | N.D.            | 1h36'58"        | 30ª             |

Eventi su campo
| Atleta             | Evento                 | Qualificazione | Qualificazione | Finale          | Finale          |
| Atleta             | Evento                 | Risultato      | Posizione      | Risultato       | Posizione       |
| ------------------ | ---------------------- | -------------- | -------------- | --------------- | --------------- |
| Romana Maláčová    | Salto con l'asta       | 4,40 m         | 23ª            | Non qualificata | Non qualificata |
| Markéta Červenková | Getto del peso         | 17,33 m        | 24ª            | Non qualificata | Non qualificata |
| Nikola Ogrodníková | Lancio del giavellotto | 60,03 m        | 16ª            | Non qualificata | Non qualificata |
| Irena Gillarová    | Lancio del giavellotto | 59,16 m        | 19ª            | Non qualificata | Non qualificata |
| Barbora Špotáková  | Lancio del giavellotto | 60,52 m        | 14ª            | Non qualificata | Non qualificata |

### Beach volley
| Atleta                             | Torneo    | Primo turno                     | Primo turno                             | Primo turno                                       | Primo turno | Ripescaggio          | Ottavi               | Quarti               | Semifinali           | Finale               | Finale          |
| Atleta                             | Torneo    | Avversario Punteggio            | Avversario Punteggio                    | Avversario Punteggio                              | Pos.        | Avversario Punteggio | Avversario Punteggio | Avversario Punteggio | Avversario Punteggio | Avversario Punteggio | Pos.            |
| ---------------------------------- | --------- | ------------------------------- | --------------------------------------- | ------------------------------------------------- | ----------- | -------------------- | -------------------- | -------------------- | -------------------- | -------------------- | --------------- |
| Ondřej Perušič David Schweiner     | Maschile  | Pļaviņš / Točs P (0–21, 0–21)   | Gaxiola / Rubio V (17–21, 21–16, 16–14) | Krasilnikov / Stoyanovskiy P (21–19, 13–21, 8–15) | 4ª          | Non qualificati      | Non qualificati      | Non qualificati      | Non qualificati      | Non qualificati      | Non qualificati |
| Barbora Hermannová Markéta Sluková | Femminile | Ishii / Murakami P (0–21, 0–21) | Betschart / Hüberli P (0–21, 0–21)      | Kozuch / Ludwig P (0–21, 0–21)                    | 4ª          | Non qualificate      | Non qualificate      | Non qualificate      | Non qualificate      | Non qualificate      | Non qualificate |

### Canoa/Kayak

#### Slalom
| Atleta                    | Evento       | Qualificazioni | Qualificazioni | Qualificazioni | Qualificazioni | Qualificazioni | Qualificazioni | Semifinali | Semifinali | Semifinali | Finale          | Finale          | Finale          |
| Atleta                    | Evento       | 1ª manche      | Pos.           | 2ª manche      | Pos.           | Migliore       | Posizione      | Penalità   | Tempo      | Posizione  | Penalità        | Tempo           | Posizione       |
| ------------------------- | ------------ | -------------- | -------------- | -------------- | -------------- | -------------- | -------------- | ---------- | ---------- | ---------- | --------------- | --------------- | --------------- |
| Lukáš Rohan               | C1 maschile  | 103"98         | 9º             | 102"15         | 6º             | 102"15         | 8º Q           | 2"         | 103"68     | 4º Q       | 2"              | 101"96          |                 |
| Tereza Fišerová           | C1 femminile | 110"45         | 3ª             | 109"16         | 3ª             | 109"16         | 3ª Q           | 0"         | 113"23     | 2ª         | 4"              | 120"99          | 6ª              |
| Jiří Prskavec             | K1 maschile  | 92"57          | 3º             | 91"71          | 4º             | 91"71          | 4º Q           | 2"         | 94"29      | 1º Q       | 0"              | 91"63           |                 |
| Kateřina Minařík Kudějová | K1 femminile | 107"78         | 4ª             | 106"41         | 6ª             | 106"41         | 6ª Q           | 2"         | 114"15     | 15ª        | Non qualificata | Non qualificata | Non qualificata |

#### Velocità
| Atleta                   | Evento             | Batteria | Batteria  | Quarti   | Quarti    | Semifinale      | Semifinale      | Finale / Finale B | Finale / Finale B |
| Atleta                   | Evento             | Tempo    | Posizione | Tempo    | Posizione | Tempo           | Posizione       | Tempo             | Posizione         |
| ------------------------ | ------------------ | -------- | --------- | -------- | --------- | --------------- | --------------- | ----------------- | ----------------- |
| Martin Fuksa             | C1 1000 m maschile | 4'01"620 | 2º Q      | Bye      | Bye       | 4'04"220        | 3º Q            | 4'08"755          | 5º                |
| Petr Fuksa               | C1 1000 m maschile | 4'14"482 | 3º q      | 4'14"476 | 4º        | Non qualificato | Non qualificato | Non qualificato   | Non qualificato   |
| Josef Dostál             | K1 1000 m maschile | 3'37"342 | 1º Q      | Bye      | Bye       | 3'25"387        | 2º Q            | 3'26"610          | 5º                |
| Martin Fuksa Petr Fuksa  | C2 1000 m maschile | 3'53"056 | 3ª q      | 3'50"635 | 2ª Q      | 3'28"927        | 5ª qB           | 3'31"240          | 10ª               |
| Josef Dostál Radek Šlouf | K2 1000 m maschile | 3'13"425 | 2ª Q      | Bye      | Bye       | 3'18"240        | 4ª Q            | 3'16"106          |                   |

### Canottaggio
Maschile
| Atleta                        | Evento                   | Batteria | Batteria  | Ripescaggio | Ripescaggio | Quarti di finale | Quarti di finale | Semifinali      | Semifinali      | Finale          | Finale          |
| Atleta                        | Evento                   | Tempo    | Posizione | Tempo       | Posizione   | Tempo            | Posizione        | Tempo           | Posizione       | Tempo           | Posizione       |
| ----------------------------- | ------------------------ | -------- | --------- | ----------- | ----------- | ---------------- | ---------------- | --------------- | --------------- | --------------- | --------------- |
| Jan Fleissner                 | Singolo                  | 7'16"56  | 4º R      | 7'29"90     | 1º QF       | 7'37"01          | 5º SC/D          | 6'59"61         | 3º FC           | 7'02"93         | 16º             |
| Jan Cincibuch Jakub Podrazil  | 2 di coppia              | 6'41"75  | 5º R      | 6'32"86     | 4º          | N.D.             | N.D.             | Non qualificati | Non qualificati | Non qualificati | Non qualificati |
| Jiří Šimánek Miroslav Vraštil | 2 di coppia pesi leggeri | 6'28"10  | 2º SA/B   | Bye         | Bye         | N.D.             | N.D.             | 6'11"88         | 2º FA           | 6'16"42         | 4º              |

Femminile
| Atleta                               | Evento      | Batteria | Batteria  | Ripescaggio | Ripescaggio | Semifinali | Semifinali | Finale  | Finale    |
| Atleta                               | Evento      | Tempo    | Posizione | Tempo       | Posizione   | Tempo      | Posizione  | Tempo   | Posizione |
| ------------------------------------ | ----------- | -------- | --------- | ----------- | ----------- | ---------- | ---------- | ------- | --------- |
| Lenka Antošová Kristýna Fleissnerová | 2 di coppia | 7'05"56  | 5ª R      | 7'16"96     | 3ª SA/B     | 7'24"22    | 5ª FB      | 6'59"19 | 10ª       |

### Ciclismo

#### Ciclismo su strada
Maschile
| Atleta           | Evento                   | Tempo      | Classifica |
| ---------------- | ------------------------ | ---------- | ---------- |
| Michael Kukrle   | Corsa in linea maschile  | 6h15'38"   | 36º        |
| Michal Schlegel  | Corsa in linea maschile  | DNS        | DNS        |
| Zdeněk Štybar    | Corsa in linea maschile  | DNF        | DNF        |
| Michael Kukrle   | Cronometro maschile      | 1h00'41"55 | 26º        |
| Tereza Neumanová | Corsa in linea femminile | 3h59'47"   | 33ª        |

#### Ciclismo su pista

##### Velocità
| Tomáš Bábek | Velocità maschile | 9"856 73,052 km/h | 28º | Non qualificato | Non qualificato | Non qualificato | Non qualificato | Non qualificato | Non qualificato | Non qualificato | Non qualificato | Non qualificato | Non qualificato |

##### Keirin
| Atleta      | Evento          | 1º turno  | Ripescaggio | Semifinale      | Finale          |                 |
| Atleta      | Evento          | Posizione | Posizione   | Posizione       | Posizione       |                 |
| ----------- | --------------- | --------- | ----------- | --------------- | --------------- | --------------- |
| Tomáš Bábek | Keirin maschile | 4º R      | 4º          | Non qualificato | Non qualificato | Non qualificato |

#### Mountain bike
| Atleta          | Evento                  | Tempo    | Classifica |
| --------------- | ----------------------- | -------- | ---------- |
| Ondřej Cink     | Cross-country maschile  | DNF      | DNF        |
| Jitka Čábelická | Cross-country femminile | 1h25'00" | 22ª        |

### Equitazione

#### Concorso completo
| Atleta               | Cavallo       | Gara        | Dressage | Dressage | Cross-country | Cross-country | Cross-country | Salto ostacoli | Salto ostacoli | Salto ostacoli | Salto ostacoli  | Totale          | Totale          |
| Atleta               | Cavallo       | Gara        | Dressage | Dressage | Cross-country | Cross-country | Cross-country | Qualificazione | Qualificazione | Qualificazione | Finale          | Totale          | Totale          |
| Atleta               | Cavallo       | Gara        | Pen.     | Pos.     | Pen.          | Totale        | Pos.          | Pen.           | Totale         | Pos.           | Pen.            | Totale          | Pos.            |
| -------------------- | ------------- | ----------- | -------- | -------- | ------------- | ------------- | ------------- | -------------- | -------------- | -------------- | --------------- | --------------- | --------------- |
| Miloslav Příhoda Jr. | Ferreolus Lat | Individuale | 33,80    | 35º      | 30,60         | 64,40         | 36º           | 4,00           | 68,40          | 33º            | Non qualificato | Non qualificato | Non qualificato |
| Miroslav Trunda      | Shutterflyke  | Individuale | 46,10    | 60º      | 66,00         | 112,10        | 49º           | 13,60          | 101,70         | 39º            | Non qualificato | Non qualificato | Non qualificato |

#### Salto ostacoli
| Anna Kellnerová                           | Catch Me If You Can Old                | Individuale    | 12   | =55ª | Non qualificata | Non qualificata | Non qualificata | Non qualificata | Non qualificata | Non qualificata | Non qualificata | Non qualificata | Non qualificata | Non qualificata | Non qualificata | Non qualificata | Non qualificata |                 |                 |                 |                 |                 |                 |                 |                 |
| Aleš Opatrný                              | Forewer                                | Individuale    | 4    | =31º | Non qualificato | Non qualificato | Non qualificato | Non qualificato | Non qualificato | Non qualificato | Non qualificato | Non qualificato | Non qualificato | Non qualificato | Non qualificato | Non qualificato | Non qualificato |                 |                 |                 |                 |                 |                 |                 |                 |
| Kamil Papoušek                            | Warness                                | Individuale    | EL   | EL   | Non qualificato | Non qualificato | Non qualificato | Non qualificato | Non qualificato | Non qualificato | Non qualificato | Non qualificato | Non qualificato | Non qualificato | Non qualificato | Non qualificato | Non qualificato |                 |                 |                 |                 |                 |                 |                 |                 |
| Anna Kellnerová Aleš Opatrný Ondřej Zvára | Catch Me If You Can Forewer Cento Lano | Gara a squadre | N.D. | N.D. | N.D.            | N.D.            | N.D.            | N.D.            | N.D.            | N.D.            | 45              | 15ª             | Non qualificati | Non qualificati | Non qualificati | Non qualificati | Non qualificati | Non qualificati | Non qualificati | Non qualificati | Non qualificati | Non qualificati | Non qualificati | Non qualificati | Non qualificati |

### Ginnastica

#### Ginnastica artistica
Maschile
| Atleta       | Evento               | Qualificazione | Qualificazione | Qualificazione | Qualificazione | Qualificazione | Qualificazione | Qualificazione | Qualificazione | Finale          | Finale          | Finale          | Finale          | Finale          | Finale          | Finale          | Finale          |
| Atleta       | Evento               | Attrezzo       | Attrezzo       | Attrezzo       | Attrezzo       | Attrezzo       | Attrezzo       | Totale         | Posizione      | Attrezzo        | Attrezzo        | Attrezzo        | Attrezzo        | Attrezzo        | Attrezzo        | Totale          | Posizione       |
| Atleta       | Evento               | CL             | C              | A              | V              | P              | S              | Totale         | Posizione      | CL              | C               | A               | V               | P               | S               | Totale          | Posizione       |
| ------------ | -------------------- | -------------- | -------------- | -------------- | -------------- | -------------- | -------------- | -------------- | -------------- | --------------- | --------------- | --------------- | --------------- | --------------- | --------------- | --------------- | --------------- |
| David Jessen | Concorso individuale | 13,466         | 12,333         | 12,566         | 12,333         | 13,633         | 11,000         | 75,331         | 57º            | Non qualificato | Non qualificato | Non qualificato | Non qualificato | Non qualificato | Non qualificato | Non qualificato | Non qualificato |

Femminile
| Atleta         | Evento               | Qualificazione | Qualificazione | Qualificazione | Qualificazione | Qualificazione | Qualificazione | Finale          | Finale          | Finale          | Finale          | Finale          | Finale          |
| Atleta         | Evento               | Attrezzo       | Attrezzo       | Attrezzo       | Attrezzo       | Totale         | Posizione      | Attrezzo        | Attrezzo        | Attrezzo        | Attrezzo        | Totale          | Posizione       |
| Atleta         | Evento               | CL             | V              | P              | S              | Totale         | Posizione      | CL              | V               | P               | S               | Totale          | Posizione       |
| -------------- | -------------------- | -------------- | -------------- | -------------- | -------------- | -------------- | -------------- | --------------- | --------------- | --------------- | --------------- | --------------- | --------------- |
| Aneta Holasová | Concorso individuale | 12,566         | 11,533         | 11,933         | 11,100         | 47,132         | 73ª            | Non qualificata | Non qualificata | Non qualificata | Non qualificata | Non qualificata | Non qualificata |

### Golf
| Atleta         | Evento    | Round 1   | Round 2   | Round 3   | Round 4   | Totale | Totale | Totale    |
| Atleta         | Evento    | Punteggio | Punteggio | Punteggio | Punteggio | Totale | Par    | Posizione |
| -------------- | --------- | --------- | --------- | --------- | --------- | ------ | ------ | --------- |
| Ondřej Lieser  | Maschile  | 72        | 77        | 73        | 72        | 294    | +10    | 60º       |
| Klára Spilková | Femminile | 69        | 70        | 71        | 69        | 279    | -5     | =23ª      |

### Judo
| Atleta         | Evento           | 16-esimi                 | Ottavi                   | Quarti                    | Semifinali                | Ripescaggio          | Finale / FB                  | Posizione       |
| Atleta         | Evento           | Avversario Risultato     | Avversario Risultato     | Avversario Risultato      | Avversario Risultato      | Avversario Risultato | Avversario Risultato         | Posizione       |
| -------------- | ---------------- | ------------------------ | ------------------------ | ------------------------- | ------------------------- | -------------------- | ---------------------------- | --------------- |
| David Klammert | −90 kg maschile  | L. Kochman P (0000-0010) | Non qualificato          | Non qualificato           | Non qualificato           | Non qualificato      | Non qualificato              | Non qualificato |
| Lukáš Krpálek  | +100 kg maschile | Bye                      | J. Mahjoub V (0011-0000) | B. Oltiboev V (0001-0000) | H. Harasawa V (0001-0000) | Bye                  | G. Tushishvili V (0010-0000) |                 |

### Lotta

#### Greco-romana
| Atleta       | Evento | Ottavi               | Quarti               | Semifinali           | Ripescaggio Turno 2  | Ripescaggio Turno 2  | Finale               | Pos. |
| Atleta       | Evento | Avversario Risultato | Avversario Risultato | Avversario Risultato | Avversario Risultato | Avversario Risultato | Avversario Risultato | Pos. |
| ------------ | ------ | -------------------- | -------------------- | -------------------- | -------------------- | -------------------- | -------------------- | ---- |
| Artur Omarov | -97 kg | A. Szőke P 1-3PP     | Non qualificato      | Non qualificato      | Non qualificato      | Non qualificato      | Non qualificato      | 11º  |

### Nuoto
Maschile
| Atleta        | Evento              | Batterie | Batterie   | Semifinali      | Semifinali      | Finale          | Finale          |
| Atleta        | Evento              | Tempo    | Classifica | Tempo           | Classifica      | Tempo           | Classifica      |
| ------------- | ------------------- | -------- | ---------- | --------------- | --------------- | --------------- | --------------- |
| Jan Micka     | 800 m stile libero  | 7'59"04  | 28º        | N.D.            | N.D.            | Non qualificato | Non qualificato |
| Jan Micka     | 1500 m stile libero | 15'17"71 | 23º        | N.D.            | N.D.            | Non qualificato | Non qualificato |
| Jan Čejka     | 100 m dorso         | 54"69    | 30º        | Non qualificato | Non qualificato | Non qualificato | Non qualificato |
| Jan Čejka     | 200 m dorso         | 1'58"02  | 18º        | Non qualificato | Non qualificato | Non qualificato | Non qualificato |
| Jan Šefl      | 100 m farfalla      | 52"52    | =37º       | Non qualificato | Non qualificato | Non qualificato | Non qualificato |
| Matěj Kozubek | 10 km               | N.D.     | N.D.       | N.D.            | N.D.            | 2h01'52"1       | 24º             |

Femminile
| Atleta                                                              | Evento               | Batterie | Batterie   | Semifinali      | Semifinali      | Finale          | Finale          |
| Atleta                                                              | Evento               | Tempo    | Classifica | Tempo           | Classifica      | Tempo           | Classifica      |
| ------------------------------------------------------------------- | -------------------- | -------- | ---------- | --------------- | --------------- | --------------- | --------------- |
| Barbora Seemanová                                                   | 50 m stile libero    | 24"92    | 21ª        | Non qualificata | Non qualificata | Non qualificata | Non qualificata |
| Barbora Seemanová                                                   | 100 m stile libero   | 53"98    | 21ª        | Non qualificata | Non qualificata | Non qualificata | Non qualificata |
| Barbora Seemanová                                                   | 200 m stile libero   | 1'56"38  | 7ª Q       | 1'56"44         | 5ª Q            | 1'55"45         | 6ª              |
| Simona Kubová                                                       | 100 m dorso          | 1'01"35  | 27ª        | Non qualificata | Non qualificata | Non qualificata | Non qualificata |
| Simona Kubová                                                       | 200 m dorso          | 2'15"81  | 25ª        | Non qualificata | Non qualificata | Non qualificata | Non qualificata |
| Kristýna Horská                                                     | 200 m rana           | 2'25"03  | 19ª        | Non qualificata | Non qualificata | Non qualificata | Non qualificata |
| Kristýna Horská                                                     | 200 m misti          | 2'12"21  | 16ª Q      | 2'12"85         | 16ª             | Non qualificata | Non qualificata |
| Anika Apostalon Kristýna Horská Barbora Janíčková Barbora Seemanová | 4×100 m stile libero | 3'42"40  | 14ª        | N.D.            | N.D.            | Non qualificate | Non qualificate |

### Pallacanestro
| Squadra            | Torneo   | Girone               | Girone               | Girone               | Girone | Quarti               | Semifinali           | Finale               | Pos.            |
| Squadra            | Torneo   | Avversario Punteggio | Avversario Punteggio | Avversario Punteggio | Pos.   | Avversario Punteggio | Avversario Punteggio | Avversario Punteggio | Pos.            |
| ------------------ | -------- | -------------------- | -------------------- | -------------------- | ------ | -------------------- | -------------------- | -------------------- | --------------- |
| Nazionale maschile | Maschile | Iran V 84-78         | Francia P 77-97      | Stati Uniti P 84-119 | 3ª Q   | Non qualificata      | Non qualificata      | Non qualificata      | Non qualificata |

### Pentathlon moderno
| Atleta       | Evento        | Scherma   | Scherma   | Scherma  | Nuoto   | Nuoto     | Nuoto    | Equitazione | Equitazione | Equitazione | Combinato: corsa/pistola | Combinato: corsa/pistola | Combinato: corsa/pistola | Totale | Posizione finale |
| Atleta       | Evento        | Risultati | Posizione | PM punti | Tempo   | Posizione | PM punti | Penalità    | Posizione   | Punti PM    | Tempo                    | Posizione                | Punti PM                 | Totale | Posizione finale |
| ------------ | ------------- | --------- | --------- | -------- | ------- | --------- | -------- | ----------- | ----------- | ----------- | ------------------------ | ------------------------ | ------------------------ | ------ | ---------------- |
| Jan Kuf      | Gara maschile | 23–12     | 6º        | 238      | 2'02"32 | 16º       | 306      | 6           | 5º          | 294         | 11'23"76                 | 19º                      | 617                      | 1455   | 8º               |
| Martin Vlach | Gara maschile | 16–19     | 22º       | 196      | 2'07"19 | 32º       | 296      | 0           | 3º          | 300         | 10'30"13                 | 1º                       | 670                      | 1462   | 5º               |

### Scherma
| Atleta                | Evento                        | Trentaduesimi        | Sedicesimi            | Ottavi di finale     | Quarti di finale     | Semifinali             | Finale / FB                         | Pos.            |
| Atleta                | Evento                        | Avversario Risultato | Avversario Risultato  | Avversario Risultato | Avversario Risultato | Avversario Risultato   | Avversario Risultato                | Pos.            |
| --------------------- | ----------------------------- | -------------------- | --------------------- | -------------------- | -------------------- | ---------------------- | ----------------------------------- | --------------- |
| Jakub Jurka           | Spada individuale maschile    | N.D.                 | K. Minobe P (14-15)   | Non qualificato      | Non qualificato      | Non qualificato        | Non qualificato                     | Non qualificato |
| Alexander Choupenitch | Fioretto individuale maschile | N.D.                 | C. Llavador V (15-11) | P. Joppich V (15-13) | M. Hamza V (15-9)    | Cheung K. L. P (10-15) | Finale 3º posto T. Shikine V (15-8) |                 |

### Sollevamento pesi
| Atleta     | Evento           | Strappo   | Strappo    | Slancio   | Slancio    | Totale | Classifica |
| Atleta     | Evento           | Risultato | Classifica | Risultato | Classifica | Totale | Classifica |
| ---------- | ---------------- | --------- | ---------- | --------- | ---------- | ------ | ---------- |
| Jiří Orság | +109 kg maschile | 180 kg    | 5º         | 235 kg    | DNF        | 180 kg | DNF        |

### Tennis
Maschile
| Atleta       | Evento  | 32-esimi             | 16-esimi             | Ottavi               | Quarti               | Semifinali           | Finale               | Pos.            |
| Atleta       | Evento  | Avversario Risultato | Avversario Risultato | Avversario Risultato | Avversario Risultato | Avversario Risultato | Avversario Risultato | Pos.            |
| ------------ | ------- | -------------------- | -------------------- | -------------------- | -------------------- | -------------------- | -------------------- | --------------- |
| Tomáš Macháč | Singolo | J. Sousa V 2-1       | D. Schwartzman P 0-2 | Non qualificato      | Non qualificato      | Non qualificato      | Non qualificato      | Non qualificato |

Femminile
| Atleta                                | Evento  | 32-esimi             | 16-esimi                      | Ottavi                              | Quarti                      | Semifinali                        | Finale                       | Pos.            |
| Atleta                                | Evento  | Avversario Risultato | Avversario Risultato          | Avversario Risultato                | Avversario Risultato        | Avversario Risultato              | Avversario Risultato         | Pos.            |
| ------------------------------------- | ------- | -------------------- | ----------------------------- | ----------------------------------- | --------------------------- | --------------------------------- | ---------------------------- | --------------- |
| Barbora Krejčíková                    | Singolo | Z. Dijas V 1-0       | L. Fernandez V 2-0            | B. Bencic P 1-2                     | Non qualificata             | Non qualificata                   | Non qualificata              | Non qualificata |
| Petra Kvitová                         | Singolo | J. Paolini V 2-0     | A. Van Uytvanck P 1-2         | Non qualificata                     | Non qualificata             | Non qualificata                   | Non qualificata              | Non qualificata |
| Karolína Plíšková                     | Singolo | A. Cornet V 2-0      | C. Suárez Navarro V 2-1       | C. Giorgi P 0-2                     | Non qualificata             | Non qualificata                   | Non qualificata              | Non qualificata |
| Markéta Vondroušová                   | Singolo | K. Bertens V 2-1     | M. Buzărnescu V 2-0           | N. Osaka V 2-0                      | P. Badosa V 1-0             | E. Svitolina V 2-0                | B. Bencic P 1-2              |                 |
| Barbora Krejčíková Kateřina Siniaková | Doppio  | N.D.                 | Hsieh Y.-c. / Hsu C.-y. V 2-0 | P. Badosa / S. Sorribes Tormo V 2-1 | A. Barty / S. Sanders V 2-1 | V. Kudermetova / E. Vesnina V 2-1 | B. Bencic / V. Golubic V 2-0 |                 |
| Karolína Plíšková Markéta Vondroušová | Doppio  | N.D.                 | Duan Y. / Zheng S. V 2-0      | L. Pigossi / L. Stefani P 1-2       | Non qualificate             | Non qualificate                   | Non qualificate              | Non qualificate |

### Tennistavolo
Maschile
| Atleta           | Evento  | Preliminari          | Round 1              | Round 2               | Round 3              | Round 4              | Quarti di finale     | Semifinale           | Finale               | Pos.               |
| Atleta           | Evento  | Avversario Risultato | Avversario Risultato | Avversario Risultato  | Avversario Risultato | Avversario Risultato | Avversario Risultato | Avversario Risultato | Avversario Risultato | Pos.               |
| ---------------- | ------- | -------------------- | -------------------- | --------------------- | -------------------- | -------------------- | -------------------- | -------------------- | -------------------- | ------------------ |
| Lubomír Jančařík | Singolo | Bye                  | A. Al-Khadrawi V 4-0 | K. Gerassimenko P 3-4 | Non qualificato      | Non qualificato      | Non qualificato      | Non qualificato      | Non qualificato      | Non qualificato    |
| Pavel Širuček    | Singolo | Bye                  | D. Powell P WO       | Non qualificato\|}    | Non qualificato\|}   | Non qualificato\|}   | Non qualificato\|}   | Non qualificato\|}   | Non qualificato\|}   | Non qualificato\|} |

Femminile
| Atleta        | Evento  | Preliminari          | Round 1              | Round 2              | Round 3              | Round 4              | Quarti di finale     | Semifinale           | Finale               | Pos.            |
| Atleta        | Evento  | Avversario Risultato | Avversario Risultato | Avversario Risultato | Avversario Risultato | Avversario Risultato | Avversario Risultato | Avversario Risultato | Avversario Risultato | Pos.            |
| ------------- | ------- | -------------------- | -------------------- | -------------------- | -------------------- | -------------------- | -------------------- | -------------------- | -------------------- | --------------- |
| Hana Matelová | Singolo | Bye                  | Bye                  | O. Paranang P 2-4    | Non qualificata      | Non qualificata      | Non qualificata      | Non qualificata      | Non qualificata      | Non qualificata |

### Tiro a segno/volo
Maschile
| Atleta           | Evento                       | Qualificazione | Qualificazione | Finale          | Finale          |
| Atleta           | Evento                       | Punteggio      | Classifica     | Punteggio       | Classifica      |
| ---------------- | ---------------------------- | -------------- | -------------- | --------------- | --------------- |
| David Hrčkulák   | Carabina 10 m aria compressa | 625,7          | 19º            | Non qualificato | Non qualificato |
| David Kostelecký | Trap                         | 123            | 4º             | 43+6            |                 |
| Jiří Lipták      | Trap                         | 124            | 1º             | 43+7            |                 |
| Petr Nymburský   | Carabina 50 m 3 posizioni    | 1169           | 17º            | Non qualificato | Non qualificato |
| Jiří Přívratský  | Carabina 10 m aria compressa | 626,8          | 14º            | Non qualificato | Non qualificato |
| Jiří Přívratský  | Carabina 50 m 3 posizioni    | 1169           | 16º            | Non qualificato | Non qualificato |
| Jakub Tomeček    | Skeet                        | 122            | 7º             | Non qualificato | Non qualificato |

Femminile
| Atleta           | Evento                       | Qualificazione | Qualificazione | Finale          | Finale          |
| Atleta           | Evento                       | Punteggio      | Classifica     | Punteggio       | Classifica      |
| ---------------- | ---------------------------- | -------------- | -------------- | --------------- | --------------- |
| Nikola Šarounová | Carabina 10 m aria compressa | 618,4          | 41ª            | Non qualificata | Non qualificata |
| Nikola Šarounová | Carabina 50 m 3 posizioni    | 1161           | 24ª            | Non qualificata | Non qualificata |
| Barbora Šumová   | Skeet                        | 118            | 14ª            | Non qualificata | Non qualificata |

Misto
| Atleta                          | Evento                                 | Qualificazione | Qualificazione | Finale          | Finale          |
| Atleta                          | Evento                                 | Punteggio      | Classifica     | Punteggio       | Classifica      |
| ------------------------------- | -------------------------------------- | -------------- | -------------- | --------------- | --------------- |
| David Hrčkulák Nikola Šarounová | Carabina 10 m aria compressa a squadre | 620,6          | 25ª            | Non qualificati | Non qualificati |

### Tiro con l'arco
Femminile
| Atleta          | Evento      | Round di qualificazione | Round di qualificazione | 32-esimi                  | 16-esimi                  | Ottavi                    | Quarti                    | Semifinali                | Finale                    | Pos.            |
| Atleta          | Evento      | Punteggio               | Seed                    | Avversario Seed Punteggio | Avversario Seed Punteggio | Avversario Seed Punteggio | Avversario Seed Punteggio | Avversario Seed Punteggio | Avversario Seed Punteggio | Pos.            |
| --------------- | ----------- | ----------------------- | ----------------------- | ------------------------- | ------------------------- | ------------------------- | ------------------------- | ------------------------- | ------------------------- | --------------- |
| Marie Horáčková | Individuale | 636                     | 34ª                     | M. Nakamura P 2–6         | Non qualificata           | Non qualificata           | Non qualificata           | Non qualificata           | Non qualificata           | Non qualificata |

### Triathlon
Femminile
| Atleta           | Evento    | Nuoto  | Trans. 1 | Ciclismo | Trans. 2 | Corsa  | Totale   | Classifica |
| ---------------- | --------- | ------ | -------- | -------- | -------- | ------ | -------- | ---------- |
| Vendula Frintová | Femminile | 20'16" | 0'44"    | LAP      | LAP      | LAP    | LAP      | LAP        |
| Petra Kuříková   | Femminile | 19'55" | 0'42"    | 1h06'26" | 0'35"    | 36'32" | 2h04'10" | 30ª        |

### Vela
| Atleta        | Evento        | Regata | Regata | Regata | Regata | Regata | Regata | Regata | Regata | Regata | Regata | Regata | Regata | Regata | Punteggio Totale | Punteggio Netto | Classifica |
| Atleta        | Evento        | 1      | 2      | 3      | 4      | 5      | 6      | 7      | 8      | 9      | 10     | 11     | 12     | M      | Punteggio Totale | Punteggio Netto | Classifica |
| ------------- | ------------- | ------ | ------ | ------ | ------ | ------ | ------ | ------ | ------ | ------ | ------ | ------ | ------ | ------ | ---------------- | --------------- | ---------- |
| Karel Lavický | RS:X maschile | 20     | 25     | 22     | 23     | 26 DNF | 26 UFD | 19     | 16     | 21     | 17     | 17     | 19     | EL     | 251              | 225             | 22º        |